# Hong Kong 97 (videojuego)
Hong Kong 97,estilizado como HONGKONG1997 en la portada del juego, es un videojuego de disparos multidireccional sin licencia de 1995 hecho para la Super Famicom en formato de unidad de disco por HappySoft Ltd., una compañía japonesa de juegos caseros. Fue diseñado por el periodista de juegos japonés Kowloon Kurosawa, quien dijo que el juego se realizó en dos días. El juego ha ganado seguidores de culto en Japón y Taiwán por su calidad notoriamente pobre, siendo considerado un kusoge (término utilizado en el sudeste asiático para designar algo de baja calidad o mal hecho).

## Trama
El juego toma lugar durante la transferencia de soberanía sobre Hong Kong en 1997. La gente del continente chino comenzó a emigrar a Hong Kong y aumentó considerablemente la tasa de criminalidad. Como contramedida, Chin (Jackie Chan en su aparición en Wheels on Meals), un pariente no especificado de Bruce Lee, fue contratado por el gobierno de Hong Kong (representado por Chris Patten) para eliminar a los 1.200 millones de personas en China. Pero mientras tanto, en China, se estaban realizando investigaciones para revivir al muerto «Tong Shau Ping» (Deng Xiaoping) como el «arma definitiva».
El juego utiliza una imagen de Jackie Chan del póster de la película Wheels on Meals para representar a Chin. La parte posterior del inserto del juego señala que Chin es un adicto a la heroína, aunque esto no se menciona en el juego. Cuando se lanzó el juego en 1995, Deng Xiaoping, que se decía que estaba muerto en el juego, todavía estaba vivo. Sin embargo, murió meses antes de la entrega en 1997, que es cuando la trama del juego realmente tiene lugar.

## Jugabilidad
Inmediatamente después de la introducción de la trama (que sigue a algunos anuncios y la pantalla de título), comienza el juego. El jugador controla a Chin, con el objetivo de disparar y evadir a la población china y a los oficiales de policía que se mueven hacia abajo desde la parte superior de la pantalla. Cuando se dispara, los enemigos explotan en nubes de hongo, dejando atrás un cadáver y objetos centelleantes para la muerte instantánea o invencibilidad temporal. Después de un tiempo, los autos comienzan a aparecer desde los lados, moviéndose horizontalmente a través de la pantalla como obstáculos. Después de que el jugador haya derrotado a treinta enemigos, aparece el jefe final, el arma definitiva Tong Shau Ping (representada como la cabeza incorpórea y proporcionalmente gigante de Deng Xiaoping). Una vez que es derrotado, el juego se repite. El juego muestra fotos estáticas como fondo, que se alternan entre imágenes de la propaganda maoísta, Guilin, el logo de Asia Television, el logo de la Coca-Cola china o Mao Zedong en monocromo.
Esporádicamente, una jeringa aparece como un power-up, lo que le otorga invencibilidad temporal a Chin (el inserto del juego señala que Chin es un adicto a la heroína). El jugador no tiene puntos de vida: Si Chin es golpeado por algo que no sea el elemento de invencibilidad, el juego termina inmediatamente (a menos que Chin esté bajo invencibilidad). La pantalla de Game Over contiene las palabras superpuestas "CHIN IS DEAD!» en inglés y en chino gramaticalmente incorrecto «Chén sǐ wáng» (陳 死亡) sobre una imagen de un cadáver real de 1992. El juego luego pasa a los créditos (curiosamente enumera a la Embajada de Canadá en Japón como socio de cooperación), vuelve a la pantalla de título y vuelve a repetir.
Al encender el juego, se pueden escuchar las primeras dos líneas de una canción optimista, "I Love Beijing Tiananmen», que se repiten sin parar durante todo el juego. El juego se puede jugar en inglés, japonés o chino tradicional.

## Desarrollo
En enero de 2018, Yoshihisa "Kowloon» Kurosawa finalmente rompió su silencio sobre el desarrollo del juego para el South China Morning Post. Dijo que su objetivo era hacer el peor juego posible como una burla a la industria del juego. Como Kurosawa no tenía muchas habilidades de programación, hizo que un empleado de Enix lo ayudara, y el juego se hizo en dos días. Más tarde le pidió a un amigo con conocimientos básicos de inglés que tradujera la historia a este idioma, así como a un estudiante de intercambio de Hong Kong para traducirla al chino. Kurosawa tomó la música de un LaserDisc de segunda mano que obtuvo en Shanghai Street, y el sprite del personaje principal fue tomado de un póster de la película Wheels on Meals, una cinta de artes marciales de Hong Kong de 1984.
Con el juego completado, Kurosawa usó un dispositivo de copia de seguridad del juego que podía copiar juegos de Super Famicom en disquetes, que encontró mientras deambulaba por los centros comerciales de computadoras de Sham Shui Po. Debido a que los dispositivos de respaldo del juego se consideraban ilegales en Japón en ese momento, Kurosawa solo podía publicitar su juego a través de artículos escritos bajo seudónimos para revistas de juegos clandestinos. Estableció un servicio de pedidos por correo para vender el juego en disquetes y cartuchos. El juego se vendió por ¥ 2,000 - ¥ 2,500 ($ 20 - $ 25 en USD). Solo vendió 30 copias, a pesar de haber impreso varios cientos de copias del inserto, que luego tiró. Finalmente se olvidó del juego, hasta que se dio cuenta de que estaba ganando atención no deseada a fines de la década de 2000. Finalmente, se descubrió su cuenta de Facebook y comenzó a ser bombardeado con preguntas sobre el juego.

### Pantalla delGame Over
La pantalla del Game Over contiene una imagen de baja calidad de un hombre muerto real, con agujeros de bala en el torso y una cara destrozada. Durante algún tiempo, la imagen fue motivo de gran preocupación y especulación, ya que no se sabía cómo Kurosawa llegó a poseer una imagen de un cadáver. La imagen es una imagen fija de una película mondo japonesa llamada New Death File III (新 ・ デ ス フ ァ イ ル III), publicada por V&R Planning. Kurosawa obtuvo la imagen fotografiando la pantalla de su televisor y aparentemente se olvidó de la película en los años posteriores. El hombre de la foto es un civil no identificado que fue asesinado en 1992 durante la Guerra de Bosnia, la cual tuvo lugar en Bosnia y Herzegovina entre 1992 y 1995. Un doblaje portugués de la película está disponible en YouTube y en LiveLeak.

## Recepción
En las revisiones retrospectivas, Hong Kong 97 recibió una recepción abrumadoramente negativa, y algunos lo calificaron como uno de los peores videojuegos jamás realizados. También se le conoció como un kusoge, que significa "juego de mierda". Periodistas han notado el racismo del juego. En un episodio subido el 26 de marzo de 2015, James Rolfe se burló del juego en su programa de YouTube Angry Video Game Nerd, una serie cómica que se enfoca en revisar juegos de baja calidad.